# Феофан Бабицький
Феофа́н Баби́цький (зг. 1593) — руський (український) церковний діяч Православної Церкви в Речі Посполитій. Архімандрит дорогобузький. 

## Відомості
Феофан Бабицький відомий, як архімандрит дорогобузький, настоятель Успенського монастиря в Дорогобужі. Походить зі шляхетського роду Бабицьких гербу Лодзя. Згадується в актах луцьких гродських книг у січні та червні 1593 року, а зокрема у його позовах до державці Дорогобужа пана Криштофа Лодзінського через сваволю підданих останнього. Діяльність архімандрита Феофана припадає на період панування тут воєводи київського та маршалка землі волинської Василя-Костянтина князя Острозького, якому на той час належало містечко Дорогобуж, замок та монастир. Самому монастирю в цей час належали містечко Дорогобуж, село Монастирець та село Іллін зі ставком.